# Château de Septmonts
Le château de Septmonts, ancienne maison de campagne des évêques de Soissons, est situé sur la commune de Septmonts dans le département de l'Aisne dans les Hauts-de-France. Il est partiellement classé aux monuments historiques.

## Historique
Sa construction s'échelonne du XIIIe au XVIe siècle.

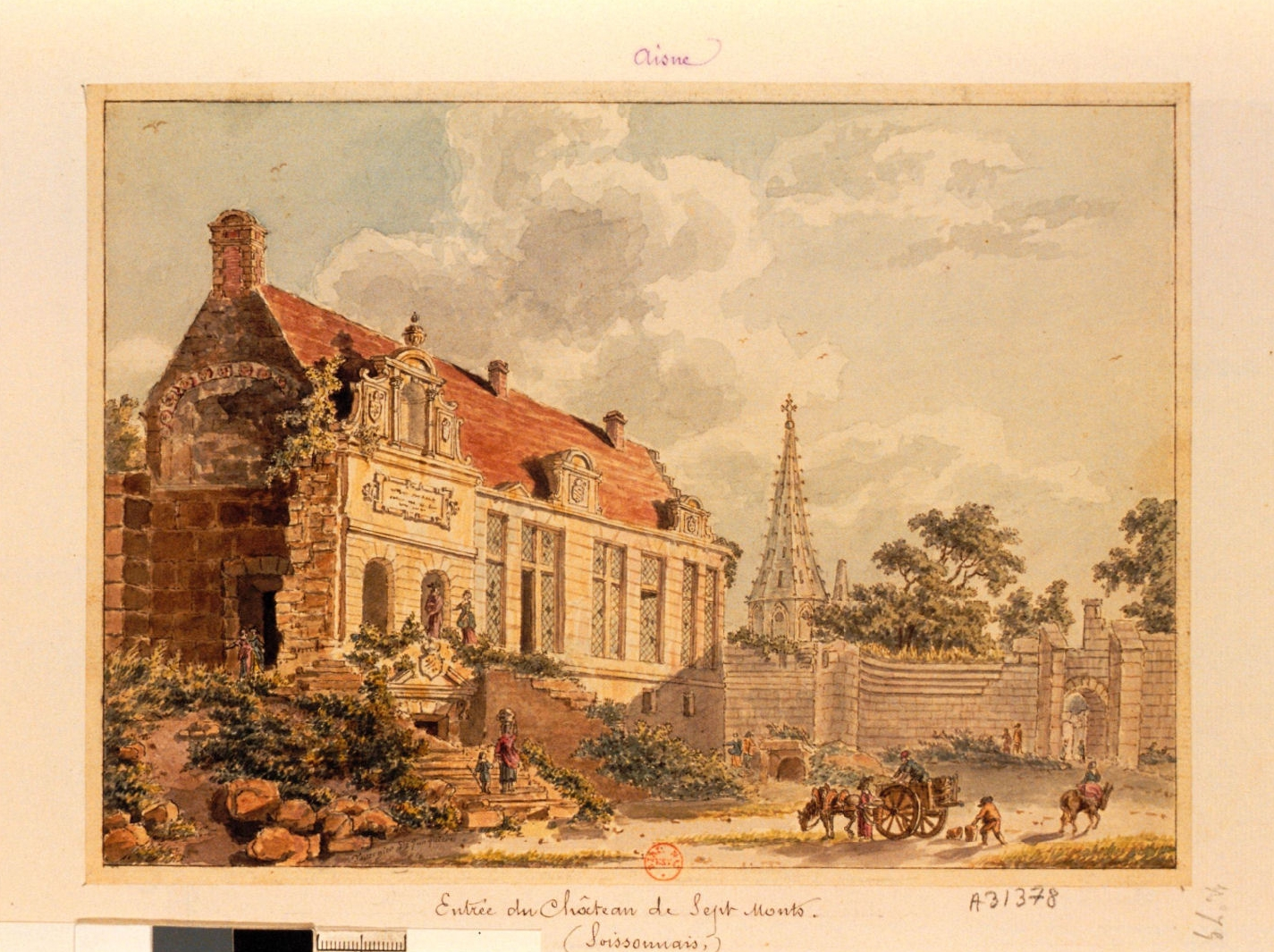
Gravure du château de Septmonts au XIXe siècle.
(Dessin de Tavernier de Jonquières).

Septmonts fut la résidence des évêques de Soissons depuis le XIIe siècle. La partie datant du XIIIe siècle fut construite sous les ordres de Jacques de Bazoches et la salle dite Saint-Louis, qui abritait la chapelle, daterait de cette époque. Le château fut reconstruit au XIVe siècle par Simon de Bucy, évêque de 1362 à 1404. Le donjon et la tour carrée dateraient de la même époque.
Le pavillon (ou palais) Renaissance — dit « logis des évêques » — a été construit par l'évêque Symphorien de Bullioud qui y mourut en 1534. Les évêques cessèrent d'y résider à la fin du XVIIe siècle. Il était en ruines quand le peintre Jacques-Edmond Leman le racheta en 1864. Il le restaura puis, à partir de 1877, Antoinette Leininger, baronne d'Ezpeleta, termina les travaux.
Bombardé en 1918, le logis Renaissance fut laissé sans couverture, abandonné jusqu'à la création en 1971 de l'« Association des amis de Septmonts » qui prit en charge sa sauvegarde et la mise en valeur du site.
Le château a été acquis par la commune en 1978, et la tour carrée en 1999.
Le donjon fût de lieu de tournage de quelques scènes du film "Le frisson des vampires" (1971) réalisé par Jean Rollin.

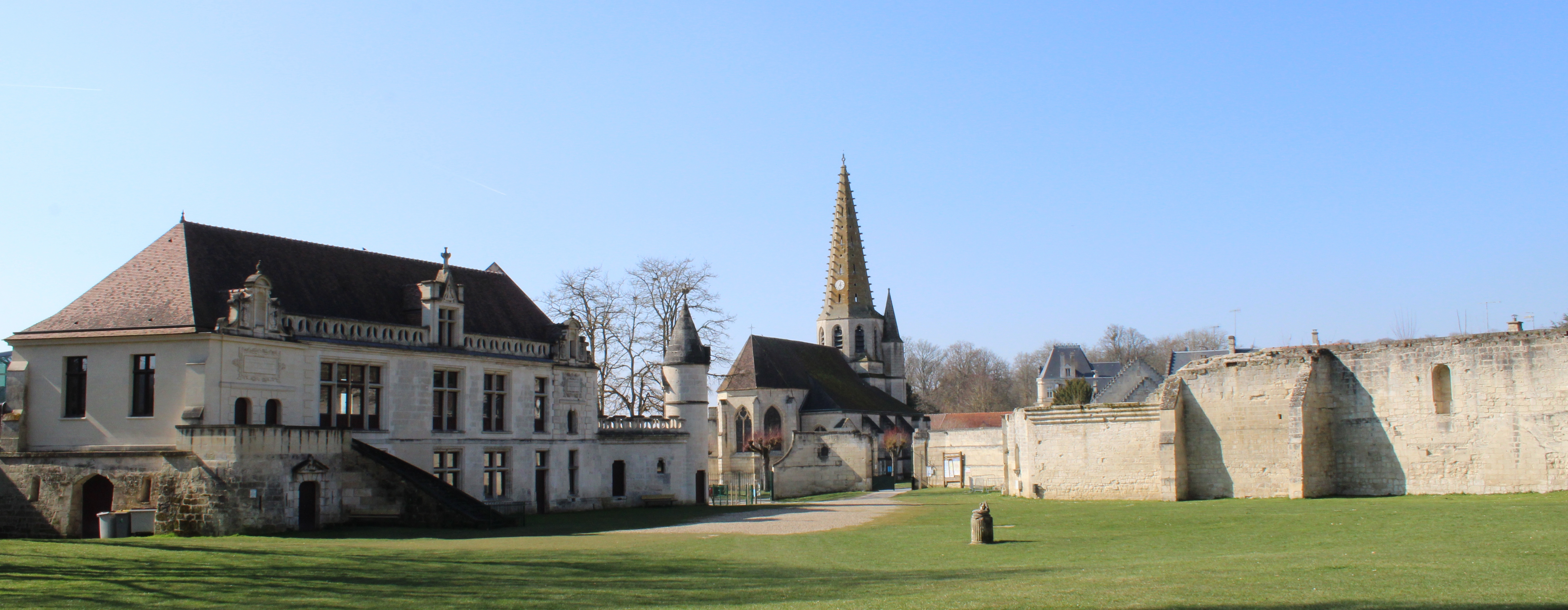
Vue du logis seigneurial et de l'église.
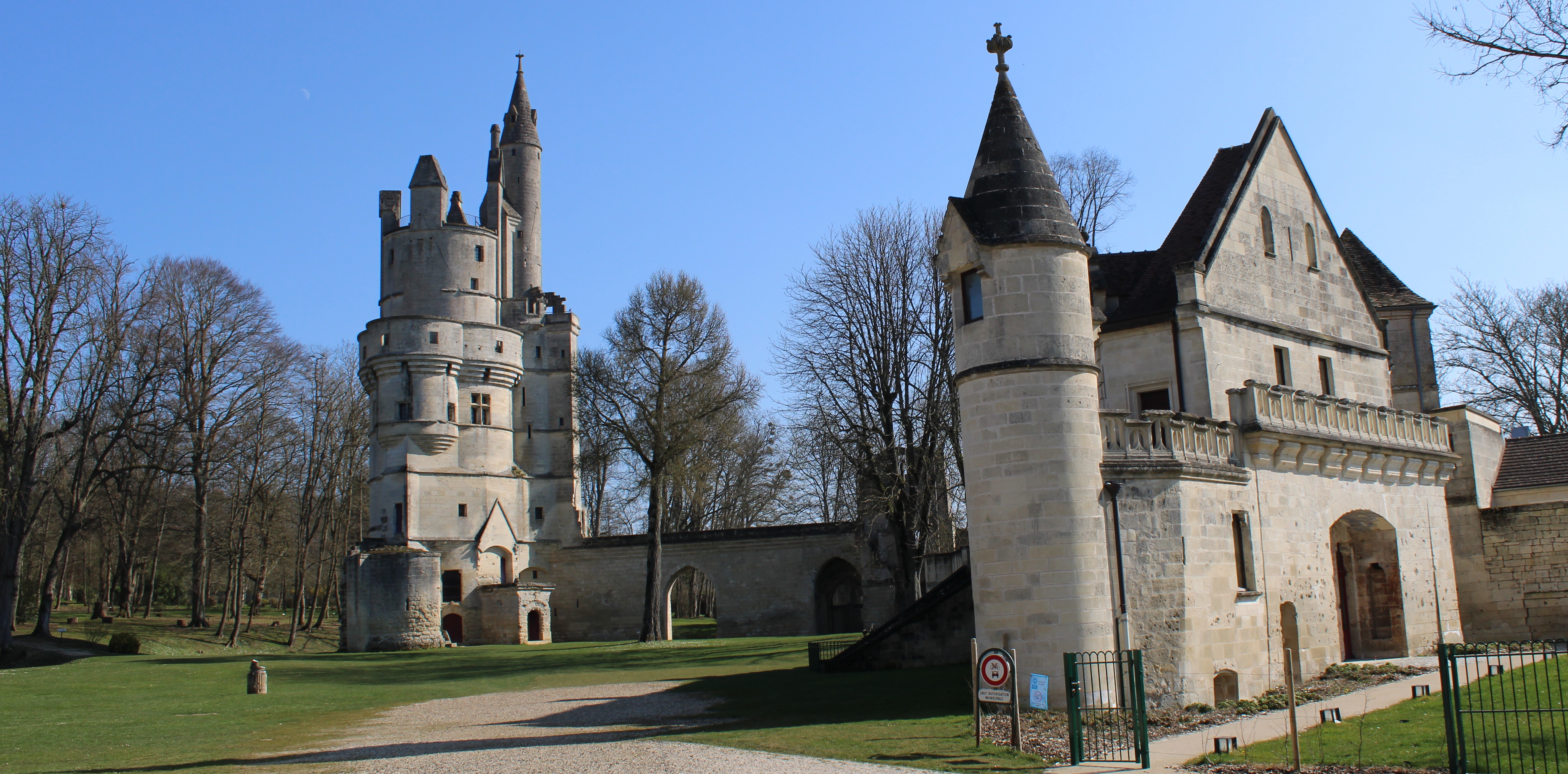
Vue de l'ensemble du château.

## Description

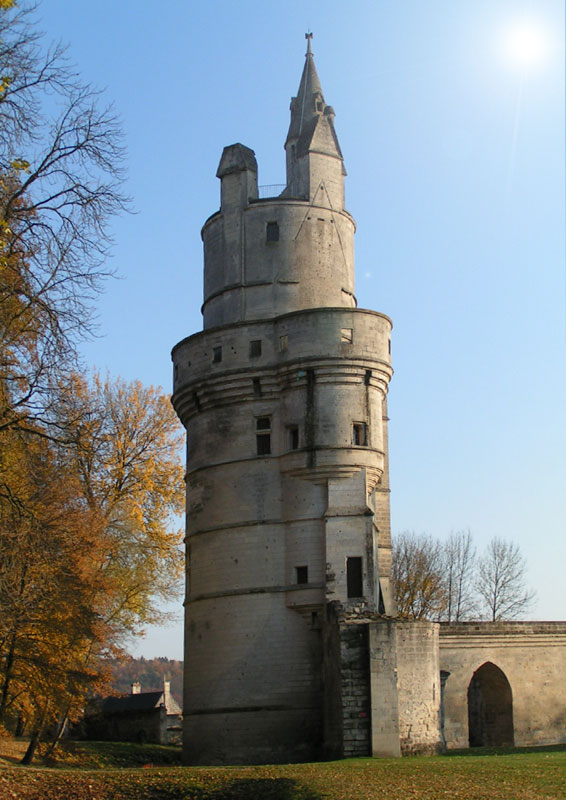
Le donjon de Septmonts.

Le château de Septmonts était entouré de douves et d'une enceinte. Il en reste des vestiges dont la tourelle entière et la tourelle tronquée à moitié de sa hauteur.
Le donjon, de 47 mètres de haut a été construit à compter de 1373 par l'évêque Simon de Bucy. Il est constitué de sept étages d'une architecture complexe desservis par un escalier à vis surmonté d'une guette de 15 mètres de haut. Ses deux premiers niveaux sont voûtés sur croisées d'ogives. La tour abritait notamment un oratoire et une loge pour le concierge.
Un dessin de Jean-Pierre-Léopold Baraquin, visible au musée de Soissons, représente le donjon qui fut admiré par les Romantiques et rendu célèbre par Victor Hugo.
La tour carrée, constituée de trois étages, est semi-ronde à l'intérieur. Cette tour de défense comporte un escalier à vis logé dans un des redents qui permettent de servir les archères. Elle daterait de la même époque. Elle fut achetée en 1864 par un propriétaire qui restaura une partie du dernier étage qu'il surmonta d'un belvédère carré.
La chapelle Saint-Louis fut construite au XIVe ou XVe siècle.
Le logis Renaissance (ou palais des évêques), construit au début du XVIe siècle et longtemps laissé en ruines, présente un avant-corps à fronton et niche et un escalier en fer à cheval ajoutés vers 1600.
La cave voûtée, située dans le parc au nord du château, est en dehors de l'enceinte.

## Protection aux monuments historiques
Au titre des monuments historiques :
- la chapelle de Saint-Louis et le donjon sont classés par arrêté du 18 mars 1920 ;
- la tour carrée ; les caves voûtées situées à l'extérieur de l'enceinte ; les vestiges de l'enceinte ; les douves et la cour sont classés par arrêté du 24 janvier 2006.

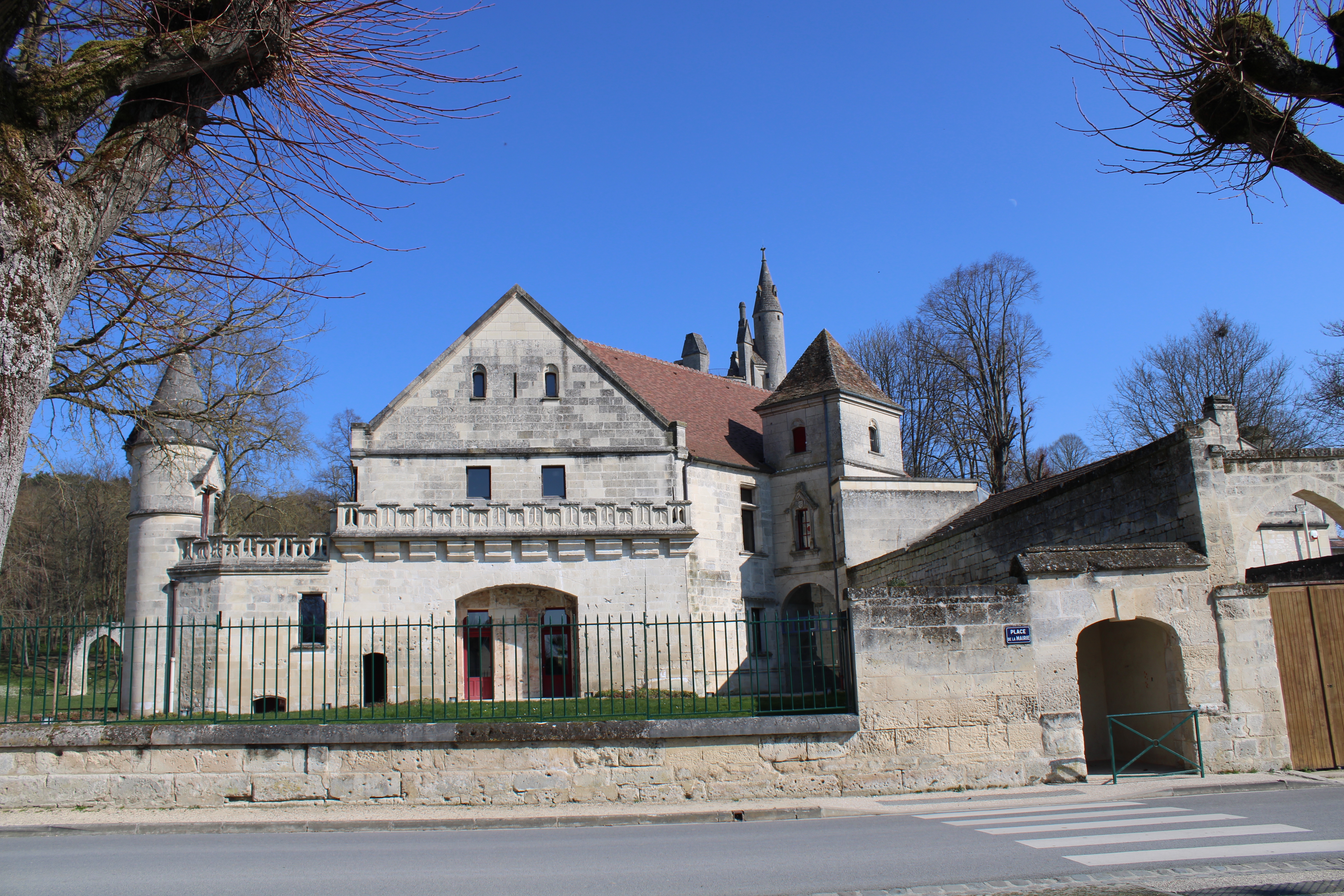
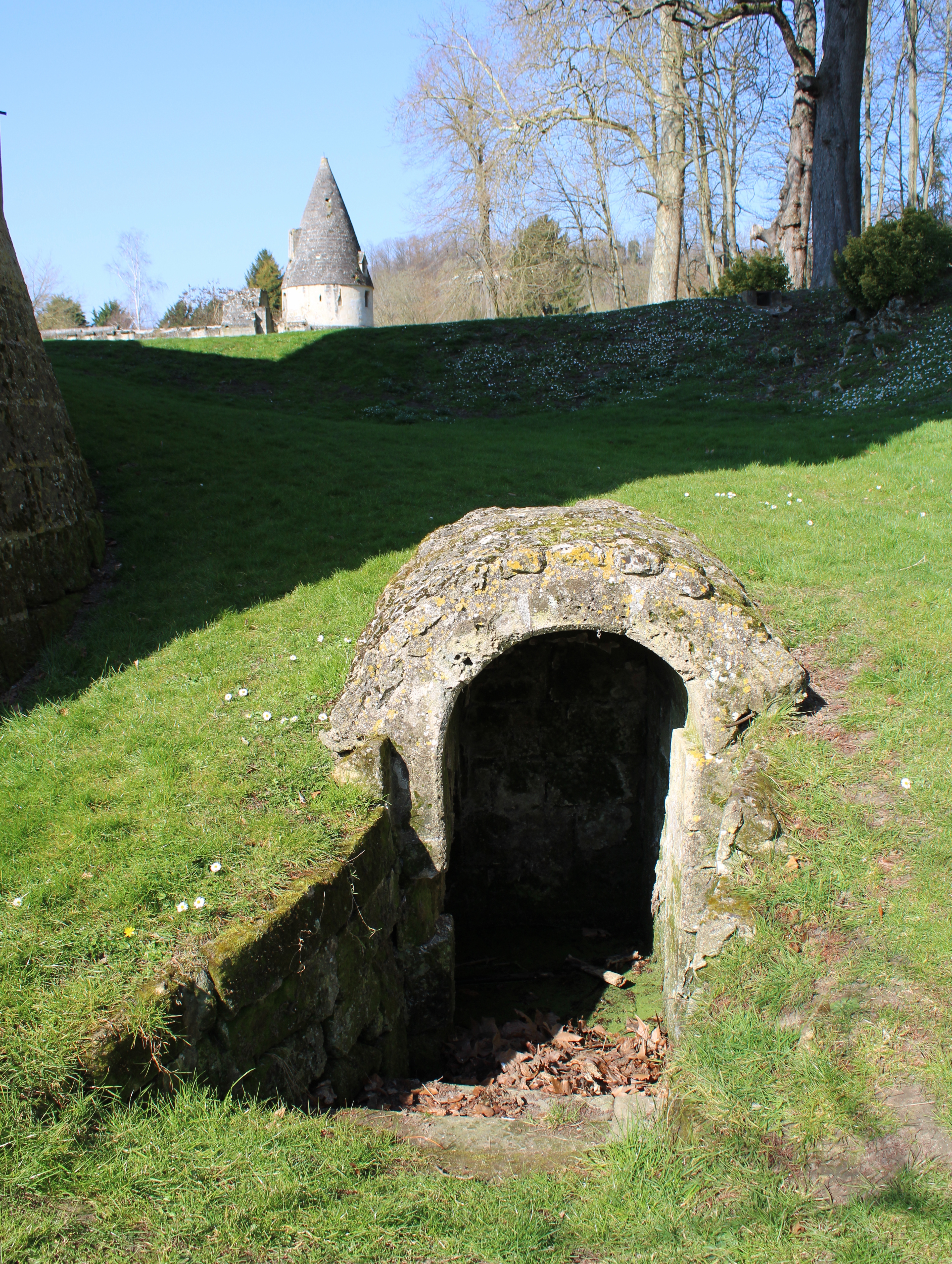
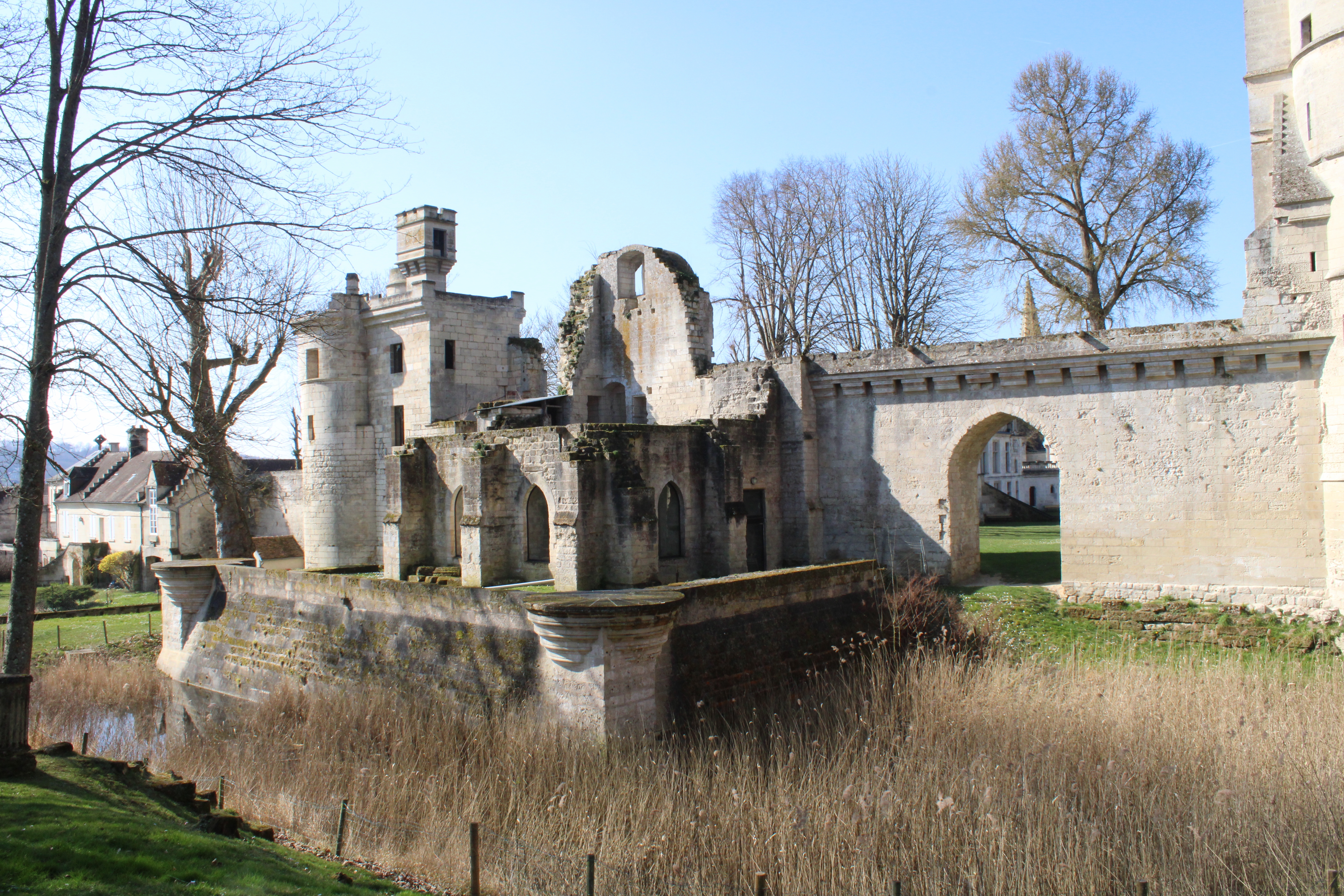
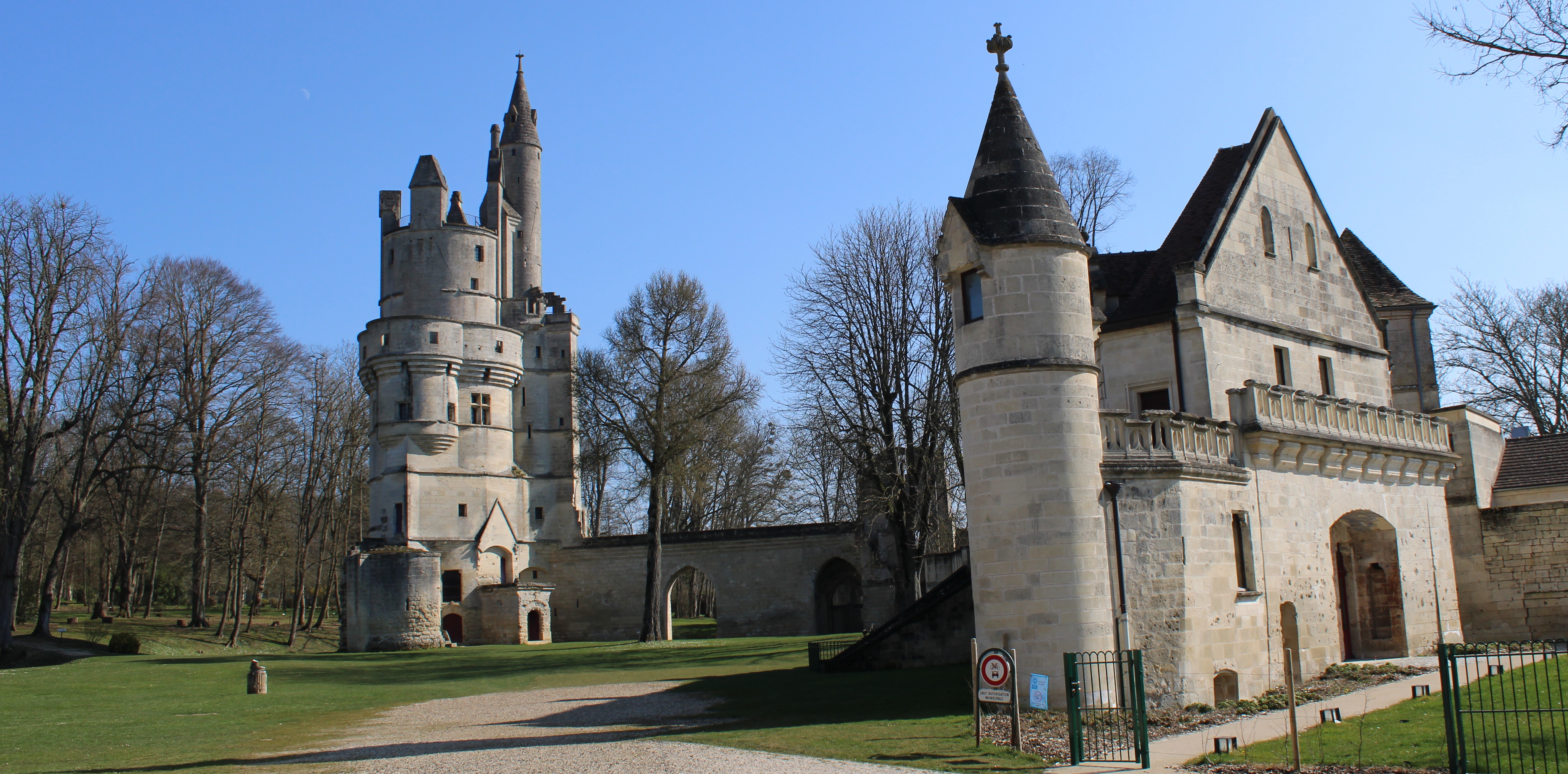
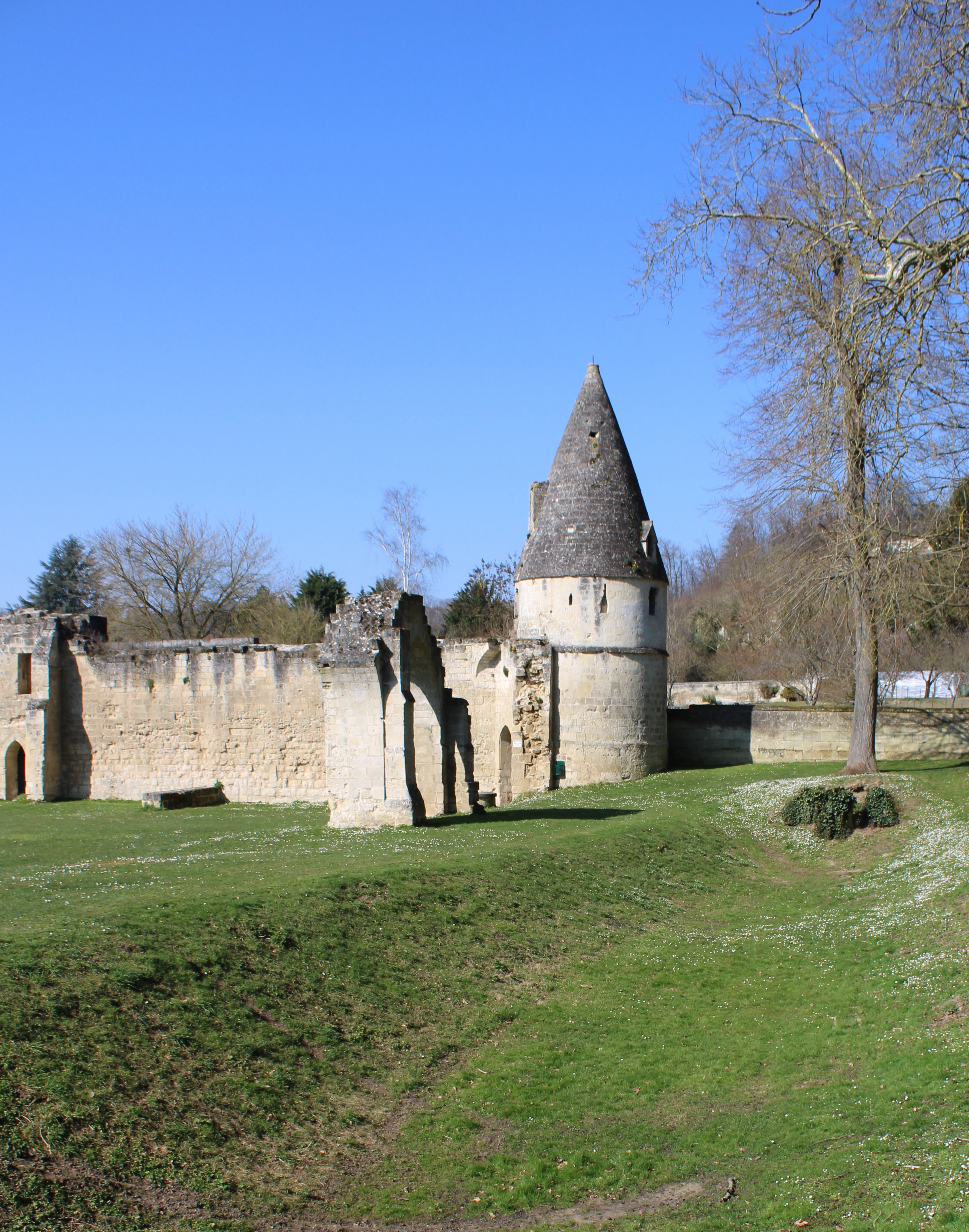
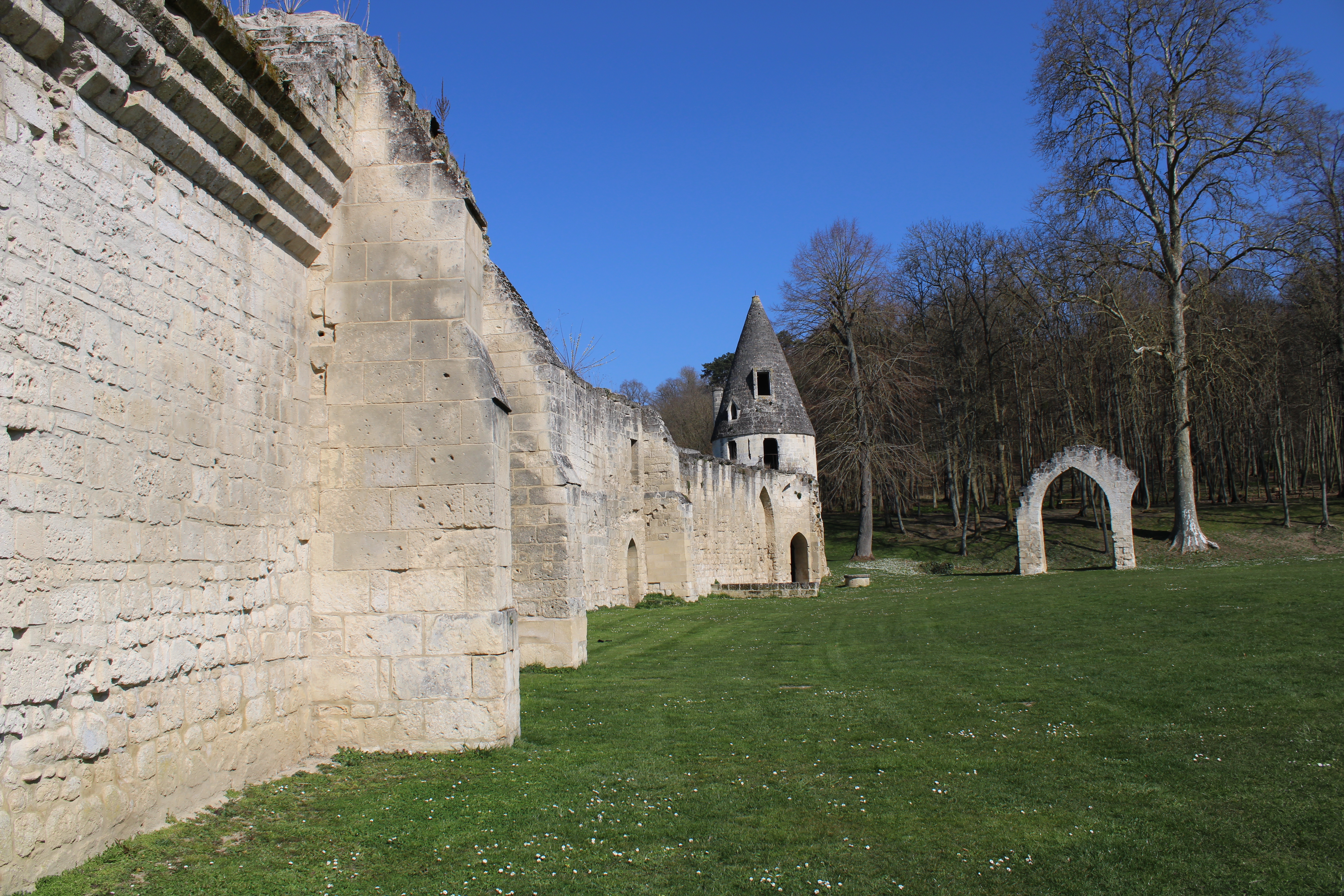
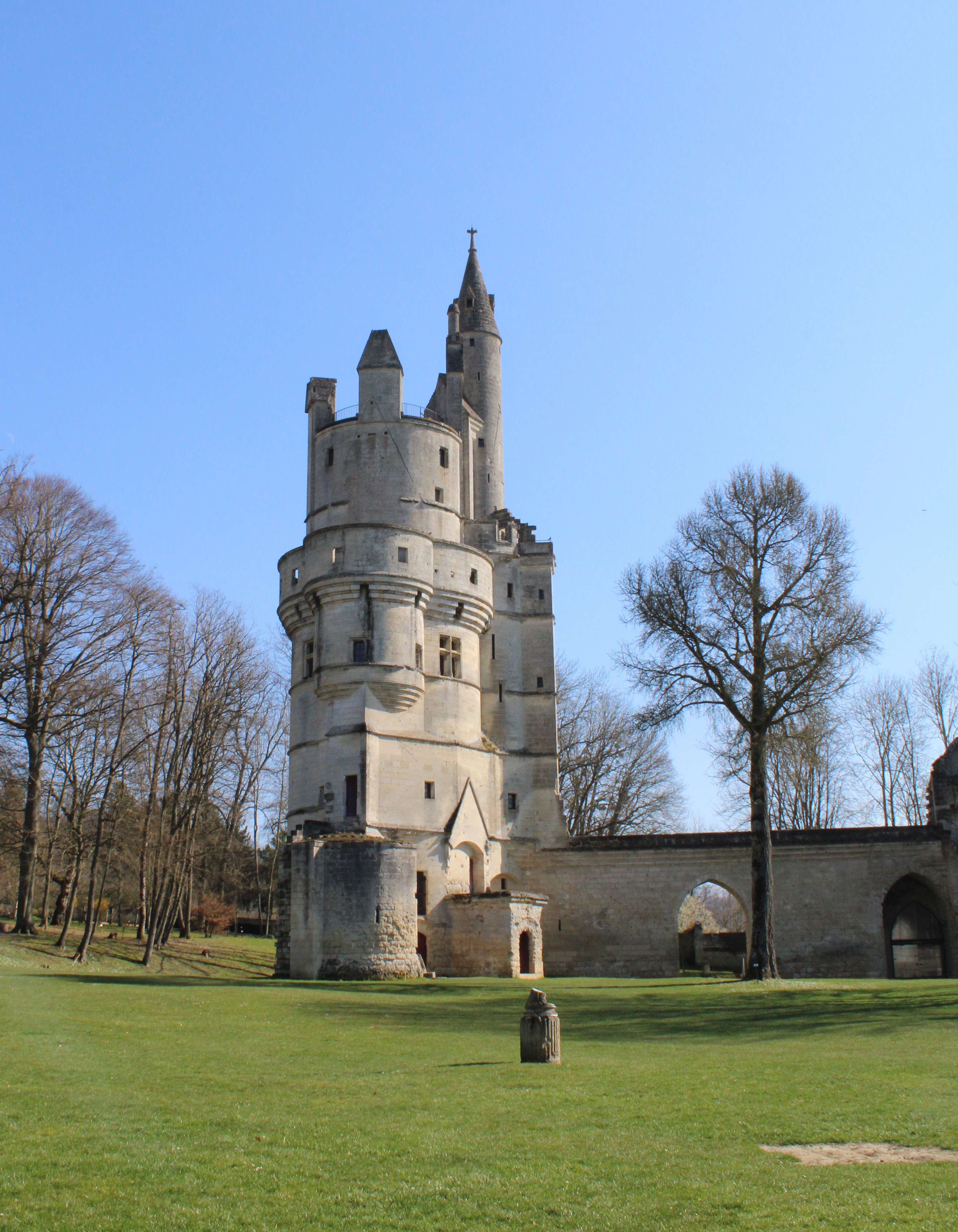

## Parc et jardins

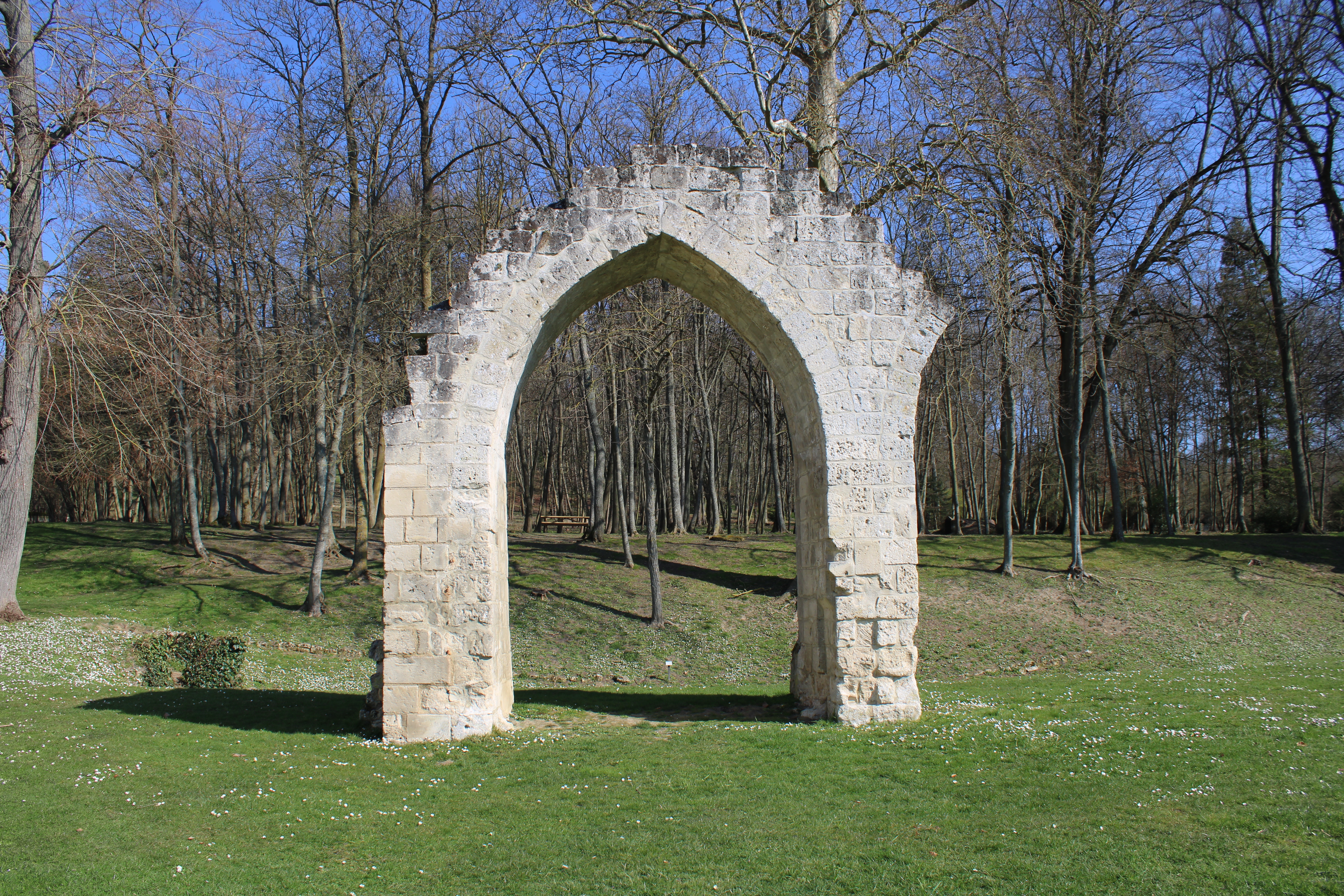
Vue du parc de l'autre côté des anciens remparts.

L'ensemble des bâtiments donne sur un parc avec un arboretum.
Les jardins comportent un verger.
Parc et château sont ouverts au public. Le logis Renaissance, en restauration depuis le début des années 1990, devrait bientôt être inauguré[Quand ?]. Il est le cadre d'expositions temporaires.
Tous les ans, en juin, s'y déroule durant deux jours un festival de rock nommé « Pic'Arts ».